# Anaclileia dispar
Anaclileia dispar är en tvåvingeart som först beskrevs av Johannes Winnertz 1863.  Anaclileia dispar ingår i släktet Anaclileia och familjen svampmyggor. Arten är reproducerande i Sverige. Inga underarter finns listade i Catalogue of Life.